# Lindsaea lobata
Lindsaea lobata là một loài thực vật có mạch trong họ Dennstaedtiaceae. Loài này được Poir. miêu tả khoa học đầu tiên năm 1814.